# ابن أبي عقيل العماني
أَبُو مُحَمَّدٍ الحَسَنُ بْنُ عَلِيٍّ بْنِ عِيْسَىٰ بْنِ أَبِي عَقِيلٍ الحَذَّاءُ العُمانِيُّ، المَعْرُوفُ بابْنِ أَبِي عَقِيلٍ العُمانِيُّ (توفي قبل سنة 369 هـ). من أعيان الفقهاء وأجلة متكلمي الإمامية الاثني عشرية، من علماء القرن 4 هـ، يعتبر كتابه «المتمسك بحبل آل الرسول» أحد أهم مؤلفاته، نسبته إلى عُمان من بلاد البحر أسفل البصرة، كان معاصراً محمد بن يعقوب الكليني صاحب الكافي، جمع في فقهه بين التقيد التام بنص القرآن الكريم والحديث الشريف وبين تأصيل أصول الفقه وتنظيم فروعه.

## حياته

### نسبه
أبو علي أو أبو محمّد، الحسن بن علي بن عيسى بن أبي عقيل الحذّاء العُمّاني، وقيل من أزد عمان.

### ولادته
لم تحدّد لنا المصادر تاريخ ولادته، إلّا أنّه من أعلام القرن الرابع الهجري.

### وفاته
لم تحدّد لنا المصادر تاريخ وفاته، إلّا أنّه تُوفّي قبل سنة 369 ه‍.

### من تلامذته
- الحسين بن عبيد الله الغضائري الأسدي
- جعفر بن قولَوَيه القمّي.

### مؤلفاته
- كتاب المتمسك بحبل آلِ الرسول في الفقه
- كتاب الكر والفر في الإمامة

## من أقوال العلماء فيه
- النجاشي:««فقيه متكلّم ثقة، له كتب في الفقه والكلام منها: كتاب المتمسّك بحبل آل الرسول، كتاب مشهور في الطائفة، وقيل ما ورد الحاجّ من خراسان إلّا طلب واشترى منه نسخ».»[1]
- الشيخ الطوسي: ««فقيه متكلّم ثقة في القرن الثالث الهجري، ويعدّ ابن أبي عقيل أوّل من أبدع نظام الاجتهاد في الفقه الإمامي، وصنّف كتاباً في الفقه باسم المتمسّك بحبل آل الرسول، وهذا كتاب اجتهادي في الفقه الإمامي، حيث أدرج فيه آراءه الأُصولية»»[2]
- الكركي العاملي:««شيخ فقهاء الشيعة، والظاهر أنّ الزعامة الدينية الشيعية كانت له بعد الغيبة الصغرى، انتقلت إليه بعد آخر السفراء الأربعة، وهو أوّل من أدخل الاجتهاد بشكله المعروف إلى الأبحاث العلمية، وصنّف المتمسّك بحبل آل الرسول، الكتاب الذي كان في القرنين الرابع والخامس من أهمّ المراجع الفقهية عند الشيعة، وهو أوّل مَن حرّر المسائل الفقهية وذكر لها الأدلّة، وفرّع عليها الفروع في ابتداء الغيبة الكبرى».»[3]
- بحر العلوم:««حال هذا الشيخ الجليل في الثقة والعلم والفضل والكلام والفقه أظهر من أن يحتاج إلى البيان، وللأصحاب مزيد اعتناء بنقل أقواله وضبط فتاواه، خصوصاً الفاضلينِ ومَن تأخّر عنهما، وهو أوّل مَن هذّب الفقه واستعمل النظر، وفتق البحث عن الأُصول والفروع في ابتداء الغيبة الكبرى»».[4]